# Exobasidium pentachondrae
Exobasidium pentachondrae är en svampart som beskrevs av McNabb 1962. Exobasidium pentachondrae ingår i släktet Exobasidium och familjen Exobasidiaceae.   Inga underarter finns listade i Catalogue of Life.